# برنهارد دورن

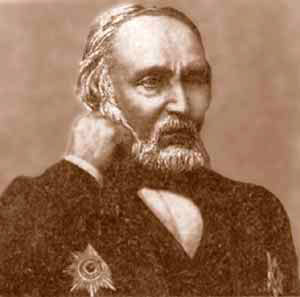
برنهارد دورن

یوهانس آلبرشت برنهارد دورن یا بوریس آندره‌ئویچ دارن یا برنهارد دارن (به آلمانی: Johannes Albrecht Bernhard Dorn) (زادهٔ ۲۹ آوریل ۱۸۰۵ – مرگ ۱۹ مه ۱۸۸۱) خاورشناس آلمانی‌تبار اهل روسیه و استاد زبان‌های شرقی در دانشگاه سن پترزبورگ بود.

## زندگی
دورن در سال ۱۸۰۵ در شهر شویرفلد، در دوک‌نشین کوبورک در آلمان متولد شد و پس از تحصیلات مقدماتی، در ابتدا به آموختن زبانهای شرقی و الهیات پرداخت و سپس، مطالعات خود را در زمینهٔ تاریخ، زبان‌های باستانی و فرهنگ ملل خاور زمین، در دانشگاه‌های هاله و لایپزیک ادامه داد و در بیست سالگی، مدرک دکتری فلسفه گرفت.
او در آغاز به آموزش در دانشگاه لایپزیگ پرداخت و سپس به استادی زبان‌های شرقی دانشگاه خارکوف رسید. سپس استاد تاریخ و جغرافی انستیتوی زبان‌های شرقی وزارت خارجه گردید. همچنین در دانشگاه سن‌پترزبورگ به آموزش سانسکریت و پشتو پرداخت.
در ۱۸۳۵ دارن به عضویت آکادمی علوم روسیه درآمد. در ۱۸۴۲ او به ریاست موزهٔ آسیایی برگزیده‌شد و در ۱۸۵۵ رئیس موزه مردم‌شناسی و نژادشناسی پطر کبیر شد.